# Steve Penney
Steve Penney (Ballymena, 16 gennaio 1964) è un ex calciatore nordirlandese, di ruolo centrocampista.